# Supercoppa italiana 2010 (hockey su pista)
La Supercoppa italiana 2010 è stata la 6ª edizione dell'omonima competizione italiana di hockey su pista. Il torneo ha avuto luogo presso il Palalido di Valdagno il 28 settembre 2010.
Il trofeo è stato conquistato dal Marzotto Valdagno per la prima volta nella sua storia.

## Squadre partecipanti
| Club              | Qualificazione               | Partecipazioni precedenti (il grassetto indica la vittoria) |
| ----------------- | ---------------------------- | ----------------------------------------------------------- |
| Marzotto Valdagno | Vincitore della Serie A1     | Esordiente                                                  |
| Follonica         | Vincitore della Coppa Italia | 2005, 2006, 2007, 2008, 2009                                |

## Risultati
| Arbitri: | Eccelsi Parolin |

|                                                                                 |           |                                                       |
| J. Travasino 10'02" C. Nicolía 16'19" 20'57" M. Tataranni 28'04" D. Rigo 31'57" | Marcatori | 10'55" R. Salvadori 13'59" F. Pagnini 18'34" L. Naldi |

| Marzotto Valdagno |   |                    |
|                   |   |                    |
| E                 | ? | Valerio Antezza    |
| P                 | ? | Juan Oviedo        |
| E                 | ? | Dario Rigo         |
| E                 | ? | Massimo Tataranni  |
| E                 | ? | Juan Travasino     |
| E                 | ? | Carlos Nicolía     |
| E                 | ? | Matteo Pace        |
| E                 | ? | Michele Panizza    |
| E                 | ? | Eddy Randon        |
| P                 | ? | Marco Vallortigara |
| Allenatore:       |   |                    |
| Gaetano Marozin   |   |                    |

| Follonica        |   |                     |
|                  |   |                     |
| P                | ? | Fabregas Blazquez   |
| E                | ? | Massimo Bracali     |
| E                | ? | Federico Pagnini    |
| E                | ? | Riccardo Salvadori  |
| E                | ? | Mariano Velázquez   |
| E                | ? | Davide Banini       |
| E                | ? | Alessandro Franchi  |
| P                | ? | Giovanni Menichetti |
| E                | ? | Lorenzo Naldi       |
| P                | ? | Michele Saitta      |
| Allenatore:      |   |                     |
| Franco Polverini |   |                     |